# Gedrongen mollisia
De gedrongen mollisia (Mollisia cinerea) is een schimmel behorend tot de familie Mollisiaceae. Hij is de typesoort van het geslacht Mollisia. Hij leeft saprotroof op vermolmd hout van allerlei soorten loofbomen, zoals beuk, berken, eik, hazelaar of linde. Bij uitzondering komt hij ook voor op naaldbomen. Hij breekt dit hout af. Hij komt bij voorkeur voor in vochtige en natte bossen op voedsel- en basenrijke grond. Hij is een beker- tot schotelvormige zakjeszwam en hij komt voor in groepen van soms wel honderden tegelijkertijd.

## Kenmerken
In het beginstadium heeft het vruchtlichaam de vorm van een beker (apothecia) en zit vast aan het substraat. Naar met het de leeftijd vordert groeit het onregelmatiger en maakt platte structuren met een licht gevouwen en licht opstaande rand. De breedte van het apothecia zijn 0,5 tot 3 mm. Het heeft een golvend oppervlak en een lichtgrijze tot bruine kleur, die na verloop van tijd bijna zwart wordt; de rand van jonge vruchtlichamen is vaak witachtig. Onderzijde grijs tot bruinachtig, met fijne pluisjes bedekt. Vruchtlichamen kunnen het hele jaar door verschijnen, meestal in groepen van wel enkele honderden vruchtlichamen.
Een microscopische controle is nodig voor zekere determinatie. Het vruchtvlees wordt niet geel onder invloed van KOH. Basale cellen zijn bolvormig en bruin. De cilindrische asci meten 47 tot 73 × 5 tot 6 µm. De sporenprint is wit. De ascosporen zijn 1 of 2 cellig, hyaliene, elliptisch langwerpig, licht gebogen en glad met aan beide uiteinden een oliedruppeltje.
De sporenmaat is:
- 7–10 × 2–2,5 µm met aan beide uiteinde een oliedruppeltje (Ellis & Ellis 1997)[1]
- 7–12 × 2,5–3 µm met aan beide zijde een oliedruppeltje (First Nature).[2]
- 6–12 × 1,5–2,5 µm (Fungi of Temperate Europe 2019)[3]

De cilindrisch en draadachtige parafysen zijn 2 tot 3 µm dik en hebben diepe septa. De gedrongen mollisia wordt zelden geparasiteerd door de schimmel Sebacina fungicola uit de familie van Sebacinaceae.

## Verspreiding
De soort is wijdverbreid en hij komt op alle continenten voor, behalve op Antarctica. In Nederland komt hij algemeen voor. Hij is niet bedreigd en staat niet op de rode lijst.